# Frederico IV da Suábia
Frederico IV de Hohenstaufen (1145–1167) foi Duque da Suábia, sucedendo ao seu primo, o Imperador Frederico I (Frederico III como Duque da Suábia),em 1152.
Ele era filho de Conrado III da Germânia e da sua segunda esposa, Gertrude de Sulzbach, e era o herdeiro legítimo da coroa Imperial. Contudo, no seu leito de morte, Conrado aconselhou alegadamente às duas pessoas presentes (o bispo de Bamberga e Frederico Barba Ruiva, o seu sobrinho) que se elegesse, em detrimento de Frederico IV, o seu sobrinho ali presente. E foi o que aconteceu. Conrado passou a Frederico Barba Ruiva, e não a Frederico IV, a insígnia Imperial.
Frederico Barba Ruiva não perdeu tempo em conseguir com que os clérigos da Baviera o apoiassem. Então, teve o arcebispo de Colónia de convocar uma Reichstag apressada. Ali estavam eleitores do Sacro Império: Henrique I, Arcebispo de Mainz, um aliado do Papa) acabou por reconhecer a eleição de Frederico Barba Ruiva, em vez do seu primo (com seis anos nessa altura), Frederico IV, que acabou por ser eleito Duque da Suábia, título que manteve até à morte. 
Frederico IV participou em muitas campanhas de Frederico Barba Ruiva em Itália. Ele faleceu de uma doença contraída após a ocupação de Roma em 1167. Assim, Barba Ruiva teve de eleger como Duque da Suábia o seu filho (com três anos), Frederico V.

## Casamento
Frederico IV casou-se com Gertrude da Baviera. Ela era filha de Henrique, o Leão e da sua primeira esposa, Clemência de Zähringen. Eles não tiveram descendência conhecida.
Gertrude sobreviveu a Frederico e casou ainda com Canuto VI da Dinamarca. Ela faleceu sem descendência.
| Precedido por: Frederico III | Duque da Suábia 1152 -1167 | Sucedido por: Frederico V |